# Стражовске-Врхи
Стра́жовске-Врхи (словац. Strážovské vrchy) — горный массив в западной Словакии, часть Фатранско-Татранской области. Наивысшая точка — гора Стражов, 1213 м. Стражовске-Врхи покрыты в основном смешанным лесом, в нижних ярусах с преобладанием буков, в верхних с преобладанием елей и сосен. С запада Стражовске-Врхи от Белых Карпат отделяет река Ваг. На бо́льшей части Стражовске-Врхов находится заповедник с одноимённым названием.

## Достопримечательности
- Развалины замков Гричов, Сулёв, Угровец
- Скансен Чичманы
- Скалы, пещеры, водопады, горные озёра
- Многочисленные горнолыжные центры